# Eric Hobsbawm
Eric John Ernest Hobsbawm (Alessandria d'Egitto, 9 giugno 1917 – Londra, 1º ottobre 2012) è stato uno storico e scrittore britannico.
Considerato uno dei principali intellettuali del XX secolo, ha dedicato la sua vita agli studi sull'evoluzione del capitalismo industriale, il socialismo e il nazionalismo. Di formazione marxista, le sue idee sociopolitiche hanno fortemente influenzato il suo lavoro. È principalmente ricordato per la sua tetralogia in cui trattò e sviluppò i concetti di lungo XIX secolo, secolo breve e invenzione della tradizione.

## Biografia
Nato in una famiglia ebraica di origini austriache, Hobsbawm (il cognome originale, Hobsbaum, fu alterato per un errore dell'anagrafe) nacque nel 1917 ad Alessandria d'Egitto. Sebbene fosse cresciuto a Vienna e a Berlino, i genitori (Leopold Percy Obstbaum e Nelly Grün) utilizzarono con lui e con la sorella Nancy sempre la lingua inglese. All'età di soli dodici anni rimase orfano del padre, scomparso nel 1929, e, due anni più tardi, della madre. Nel 1933 lui, la sorella ed i nuovi genitori adottivi, ovvero la zia materna Gretl e lo zio paterno Sidney, si trasferirono definitivamente a Londra.
Hobsbawm proseguì i propri studi universitari presso il King's College dell'Università di Cambridge, dove fu ammesso nell'esclusivo circolo intellettuale degli "Apostoli" e dove conseguì il dottorato discutendo una tesi sulla Fabian Society. Durante la seconda guerra mondiale, prestò servizio nel genio militare britannico e nei Corpi Reali di Educazione Militare. Nel 1947 ottenne l'incarico di svolgere una lectureship in storia presso il Birkbeck College di Londra.
Hobsbawm si sposò due volte: prima con Muriel Seaman, con la quale il matrimonio durò fino al 1951, e poi con Marlene Schwarz, dalla quale ebbe i due figli Andy e Julia. Insegnò a partire dal 1959 al Birkbeck College dell'Università di Londra e negli anni sessanta fu professore con incarichi limitati a Stanford. Nel 1970 fu nominato professore ordinario; nel 1978 entrò a far parte della British Academy ed esercitò la sua professione fino al 1982, seppur con alcune nomine provvisorie, tra cui quella alla New School for Social Research di Manhattan.
Nel 2003 gli fu assegnato il Premio Balzan per la storia europea dal 1900 con la seguente motivazione: «Per la sua brillante analisi della dolorosa storia dell'Europa del ventesimo secolo e per la sua capacità di coniugare la profondità delle ricerche storiche con un grande talento letterario». È stato presidente del Birkbeck College, nonché professore emerito in scienze politiche alla New School for Social Research. Hobsbawm aveva dimestichezza con varie lingue: parlava correttamente l'inglese, il tedesco, lo spagnolo, l'italiano e il francese; riusciva a leggere l'olandese, il catalano e il portoghese. 
Morì a Londra il 1º ottobre 2012, all'età di 95 anni. Fu cremato al Golders Green Crematorium e le sue ceneri furono sepolte nel cimitero londinese di Highgate, molto vicino al luogo di sepoltura di Karl Marx.

## Politica
Nel 1931 a Berlino Eric Hobsbawm entrò a far parte della Sozialistischer Schülerbund (Associazione degli alunni socialisti), una propaggine della Lega della Gioventù Comunista di Germania, e nel 1936 si iscrisse al Partito Comunista di Gran Bretagna (CPGB). Fu inoltre membro della sezione comunista del Party Historians Group dal 1946 fino alla sua dissoluzione e successivamente presidente della sua società derivata, la Socialist History Society, fino alla morte.
In seguito all'invasione sovietica dell'Ungheria del 1956, molti membri lasciarono il Partito Comunista Britannico in segno di protesta, ma Hobsbawm, unico tra i suoi colleghi, rimase nel partito, sebbene fu diffidato dalla sua leadership e cessò il lavoro politico entro la fine degli anni '50. Mantenne tuttavia i contatti con diversi fuoriusciti dal Partito come ad esempio Edward Palmer Thompson e John Saville, principali esponenti della New Left (Nuova Sinistra) del Regno Unito. Fu tra i firmatari di una lettera di protesta degli storici contro l'invasione sovietica dell'Ungheria. Fu fermamente a favore della Primavera di Praga del 1968.
Hobsbawm era una figura di spicco della fazione eurocomunista nel Partito Comunista di Gran Bretagna che iniziò a rafforzarsi dopo il 1968, quando il CPGB criticò la repressione sovietica della Primavera di Praga e il fallimento del Partito Comunista Francese nel sostenere il movimento del Maggio '68 a Parigi.
Dagli anni '60, la sua politica prese una svolta più moderata, poiché Hobsbawm arrivò a riconoscere che era improbabile che le sue speranze si realizzassero e non sosteneva più «sistemi socialisti di tipo sovietico». Fino al giorno della sua morte, tuttavia, rimase saldamente radicato negli ideali di sinistra, sostenendo che le prospettive a lungo termine per l'umanità erano «cupe». Verso la fine degli anni 1990 e l'inizio degli anni 2000, Hobsbawm fu molto critico nei confronti della Terza via e della leadership del Partito Laburista di Tony Blair, che Hobsbawm definì «Thatcher con i pantaloni». 

### Il rapporto con il comunismo italiano
Oltre alla sua associazione con il Partito Comunista di Gran Bretagna, Hobsbawm sviluppò stretti legami con il Partito Comunista Italiano (PCI), all'epoca il partito comunista più forte del blocco occidentale, di cui si dichiarò «membro spirituale». Sviluppò contatti con accademici e intellettuali di sinistra italiani nei primi anni '50, che lo portarono a scoprire ed approfondire il pensiero di Antonio Gramsci, i cui scritti hanno avuto un'influenza chiave sul lavoro di Hobsbawm sulla storia dei gruppi subalterni. 
Negli anni '70 Hobsbawm fu favorevole al Compromesso storico promosso dal segretario generale del PCI Enrico Berlinguer.

## Elaborazione intellettuale
Studioso di formazione marxista, Hobsbawm ha dedicato molte delle proprie ricerche alla classe operaia inglese e al proletariato internazionale. Da sempre alieno da posizioni dogmatiche, è stato il creatore di alcune definizioni storiche diventate punto di riferimento per la storiografia, come Il secolo breve e il Lungo XIX secolo, entrambi teorizzati in suoi scritti. Alla sua teorizzazione si deve anche l'enucleazione concettuale che ha dato origine a «uno dei più famosi e influenti archetipi storici, il bandito sociale». A un suo lavoro, in collaborazione con Terence Ranger, si deve la formulazione di un altro paradigma storico, l'invenzione della tradizione.
Nelle proprie opere, Hobsbawm presenta una visione della storia "dal basso", che, partendo da episodi minori legati alla vita delle persone riesce, mettendo insieme infiniti tasselli, a raffigurare il quadro storico dell'epoca analizzata in maniera totalmente innovativa ed affascinante. La storia così di un'epoca diventa, per Hobsbawm, la somma tendente all'infinito dei ricordi umani e della loro interazione. Al riguardo Hobsbawm ebbe modo di scrivere:
(Eric Hobsbawm, L'Età degli imperi)
Questa visione "sociale" della storia rende lo stile narrativo dello storico estremamente scorrevole, veritiero ed affascinante e lo porta, al fine di descrivere un'epoca storica, a sconfinare dalla musica all'arte, passando per lo sport e per la moda e gli intrattenimenti dell'epoca. Tale stile, contrapposto se si vuole alla storiografia classica, rende Hobsbawm uno storico facilmente comprensibile e quasi una sorta di narratore-scrittore in prima persona.

## Opere
Nel 1994 Hobsbawm pubblicò quello che è tuttora considerato il suo saggio storico più importante e uno dei classici della storiografia contemporanea: Il secolo breve, che rappresenta la conclusione di un ciclo di 4 lavori dedicati alla modernità, abbracciando un arco temporale che va dal 1789 al 1991. Ne fanno parte i precedenti: L'Età della Rivoluzione. 1789-1848, Il Trionfo della Borghesia 1848-1875 e L'Età degli imperi. 1875-1914.
- Le Rivoluzioni Borghesi. 1789-1848 (The Age of Revolution: Europe 1789-1848, 1962), traduzione di Orazio Nicotra, Collana Il Portolano n.5, Il Saggiatore, Milano, 1963-1971; Collana Biblioteca Universale, Laterza, Bari, 1991, ISBN 88-42-03257-3; ripubblicato col titolo originale, L'Età della Rivoluzione. 1789-1848, Collana Storica, Rizzoli, Milano, maggio 1999 ISBN 88-17-86065-4; Bologna, Res Gestae, 2016, ISBN 978-88-669-7166-5.
- I Ribelli. Forme primitive di rivolta sociale, Collana Saggi n.386, Einaudi, Torino, 1966.
- I Banditi. Il banditismo sociale nell'età moderna (ed. originale 1969), trad. Eladia Rossetto, Collana Piccola Biblioteca, Einaudi, Torino, 1971-1974-1987 ISBN 88-06-31252-9
- Critica dell'anarchismo, con altri, Milano, A. Mondadori, 1970.
- Studi di storia del movimento operaio. Classi lavoratrici e rivoluzione industriale nell'Inghilterra del secolo XIX, trad. Luisella Passerini, Collana Nuova Biblioteca Scientifica n.39, Einaudi, Torino, 1971-1972-1978.
- La Rivoluzione Industriale e l'Impero. Dal 1750 ai giorni nostri. Storia Economica dell'Inghilterra vol. III (Industry and Empire. An Economic History of Britain since 1750, 1968), trad. Aldo Martignetti, Collana Piccola Biblioteca n.196, Einaudi, Torino, 1972.
- con George Rudè, Capitan Swing. Rivoluzione Industriale e rivolta nelle campagne, Editori Riuniti, Roma, 1973; col titolo Rivoluzione Industriale e Rivolta nelle Campagne, Bologna, Res Gestae, 2013, ISBN 88-6697-028-X.
- I Rivoluzionari, Collana Piccola Biblioteca, Einaudi, Torino, 1975.
- Il Trionfo della borghesia. 1848-1875 (The Age of Capital), traduzione di Bruno Maffi, Collana Storia e Società, Laterza, Roma-Bari, 1976; Collana Universale n.493, Laterza, Roma-Bari, 1979; Il Saggiatore, Milano, 1981; Collana Economica, Laterza, 2003. ISBN 88-420-6887-X
- Giorgio Napolitano, Intervista sul PCI, a cura di Eric J. Hobsbawm, collana Saggi tascabili Laterza 22, Roma-Bari, Laterza, 1976.
- Storia sociale del jazz, Roma, Editori Riuniti, 1982; Storia Sociale del jazz. Una Rivoluzione di Suoni, Res Gestae, settembre 2013 ISBN 88-66-97051-4.
- con  Terence Ranger, L'Invenzione della tradizione, Collana Biblioteca di cultura storica, Torino, Einaudi, 1987; Collana Piccola biblioteca, Einaudi, 1994-2002, ISBN 88-06-16245-4.
- Lavoro, cultura e mentalità nella società industriale, Roma-Bari, Laterza, 1986. ISBN 88-420-2677-8
- L'Età degli Imperi. 1875-1914 (The Age of Empires), traduzione di Franco Salvatorelli, Laterza, Roma-Bari, 1976-1987 ISBN 88-420-2948-3; Collana Universale, Laterza, 1991; Collana Saggi, Oscar Mondadori 1995-1996 ISBN 88-04-40976-2; Collana Biblioteca Storica, Laterza 2000 ISBN 8842059641; Collana Economica, Laterza 2003-2012 ISBN 88-42-07670-8
- Echi della Marsigliese. Due secoli giudicano la rivoluzione francese, Collana Osservatorio straniero, Milano, Rizzoli, 1991, ISBN 88-17-84079-3
- Nazioni e Nazionalismo, Collana Saggi n.746, Einaudi, Torino, 1991; col titolo Nazioni e Nazionalismi dal 1780. Programma, mito, realtà, Collana Piccola Biblioteca n.564, Einaudi, Torino, 2002, ISBN 88-06-13198-2.
- Il Secolo breve. 1914-1991: l'Era dei grandi cataclismi, traduzione di Brunello Lotti, Collana Storica, Rizzoli, Milano, 1995 ISBN 88-17-33393-X; Collana SuperBur Saggi, BUR, 2000 ISBN 88-17-25901-2; Collana Exploit, BUR 2007-2012 ISBN 88-17-01934-8; Collana Saggi, BUR, Milano, 2014 ISBN 88-17-07135-8.
- Storia d'Europa, volume V, L'età contemporanea. Secoli XIX-XX, a cura di e con Paul Bairoch, Torino, Einaudi, 1996. ISBN 88-06-13440-X
- De Historia, Collana Saggi stranieri, Milano, Rizzoli, 1997 ISBN 88-17-84529-9.
- L'Età degli estremi. Discutendo con Hobsbawm del secolo breve, Roma, Carocci, 1998, ISBN 88-430-1195-2.
- Intervista sul nuovo secolo, A cura di Antonio Polito, Collana Saggi tascabili, Laterza, Roma-Bari, 1999, ISBN 88-420-5898-X.
- Gente non comune. Storie di uomini ai margini della Storia, trad. S. Galli e S. Mancini, Collana Saggi stranieri, Rizzoli, Milano 2000 ISBN 88-17-86336-X; Collana Storia, BUR, Milano 2007, ISBN 88-17-01506-7.
- Gente che lavora. Storie di operai e contadini, trad. M. Carpitella e S. Galli, Collana Saggi Stranieri, Milano, Rizzoli, 2001, ISBN 88-17-86891-4.
- Anni interessanti. Autobiografia di uno storico, a cura di B. Lotti, trad. D. Didero e S. Mancini, Collana Saggi Stranieri, Milano, Rizzoli, 2002, ISBN 88-17-87032-3; Collana Storie e Biografie, BUR, 2004, ISBN 88-17-00067-1.
- L'uguaglianza sconfitta. Scritti e interviste, trad. M. Palermi, Roma, Datanews, 2006, ISBN 88-7981-308-0.
- Imperialismi, trad. D. Didero, Milano, Rizzoli, 2007, ISBN 978-88-17-01599-8.
- La fine dello Stato, trad. D. Didero, Collana Piccoli saggi, Milano, Rizzoli, 2007. ISBN 978-88-17-01952-1.
- Come cambiare il mondo. Perché riscoprire l'eredità del marxismo, trad. L. Clausi, Milano, Rizzoli, 2011, ISBN 978-88-17-04970-2.
- La fine della cultura. Saggio su un secolo in crisi d'identità, trad. L. Clausi, D. Didero e A. Zucchetti, Collana I Sestanti, Milano, Rizzoli, 2013, ISBN 978-88-17-06541-2.
- Viva la Revolución. Il secolo delle utopie in America Latina, a cura di L. Bethell, Collana I Sestanti, Milano, Rizzoli, 2016, ISBN 978-88-17-08793-3.
- Nazionalismo. Lezioni per il XXI secolo, traduzione di P. Falcone e R. Prencipe, a cura di Donald Sassoon, Collana La grande storia, Milano, Rizzoli, 2021, ISBN 978-88-171-5640-0.

## Onorificenze e riconoscimenti
- 2003 – Premio Balzan per la Storia europea dal 1900[1]